# Église Sainte-Croix d'Agiasmáti
Pour les articles homonymes, voir Église de la Sainte-Croix.
L'église Sainte-Croix d'Agiasmáti (grec moderne : Εκκλησία Τιμίου Σταυρού του Αγιασμάτι) est une église byzantine située dans le massif de Tróodos sur l'île de Chypre, à proximité du village de Platanistása. Elle fait partie de l'ensemble des églises peintes de la région de Tróodos, site classé au titre de patrimoine mondial de l'UNESCO,.
L'église est dédiée à la Sainte Croix. Construite au cours du XVe siècle, elle sert, initialement, d'église au monastère situé sur le site. Le nom de l'église, Agiasmáti, fait vraisemblablement référence à une source sacrée située à proximité de l'église. Cependant, il est également suggéré que cette dénomination fait référence à un lieu du même nom situé en Asie Mineure, d'où les premiers colons des environs du monastère seraient originaires,. En 1985, l'église est inscrite sur la liste du patrimoine mondial.
L'église est située à environ cinq kilomètres au nord de Platanistása. L'édifice est composé d'une nef unique, ainsi que d'un toit à pignon en bois raide, typique des églises du massif de Tróodos, afin de mieux le protéger contre le poids de la neige. Les peintures murales de l'église datent de 1494 et comptent parmi les plus représentatives de ce siècle sur l'île de Chypre. Ces dernières représentent divers événements du Nouveau Testament, ainsi que les différentes étapes du chemin de croix,,.

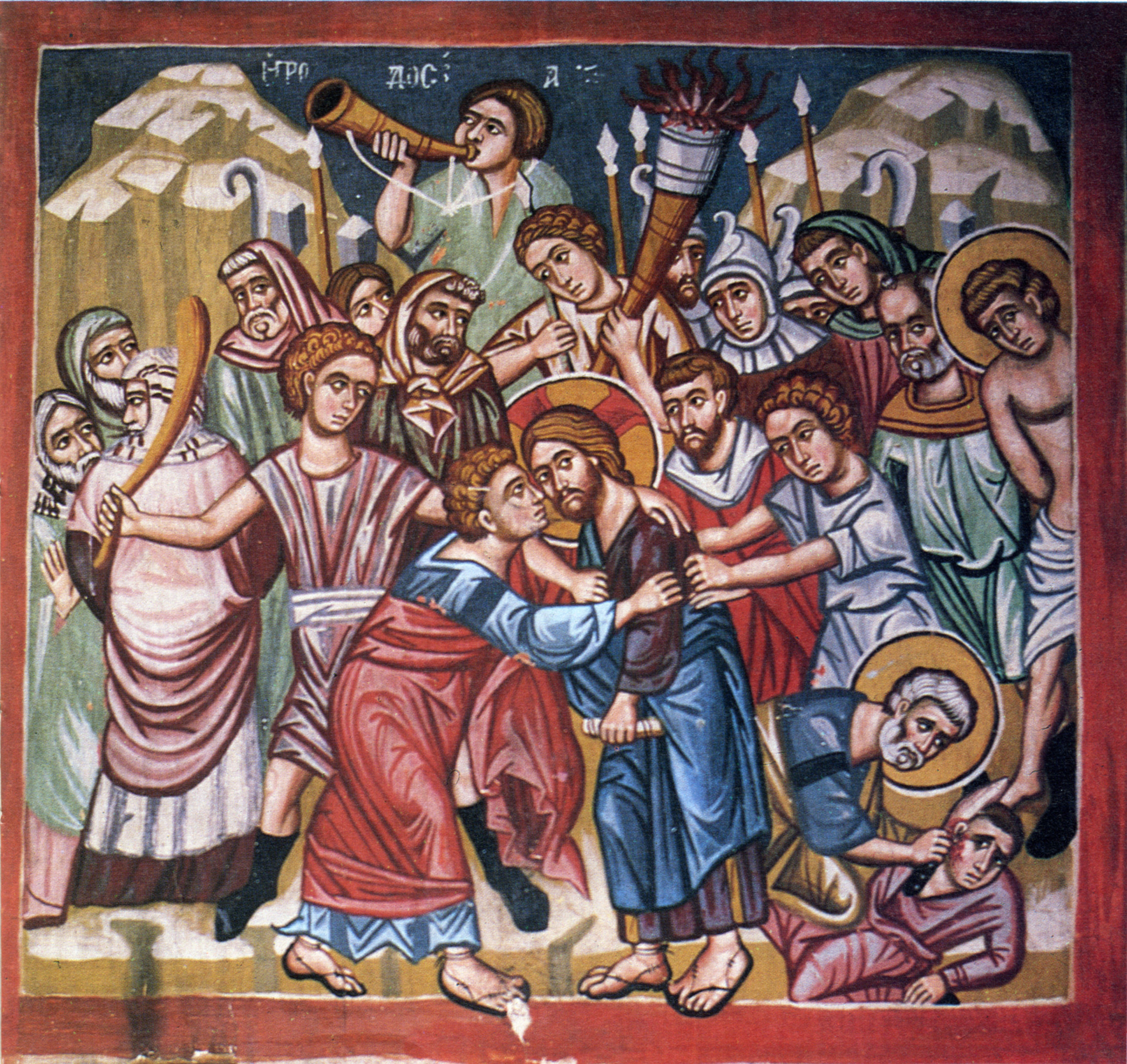
Représentation hagiographique du baiser de Judas.
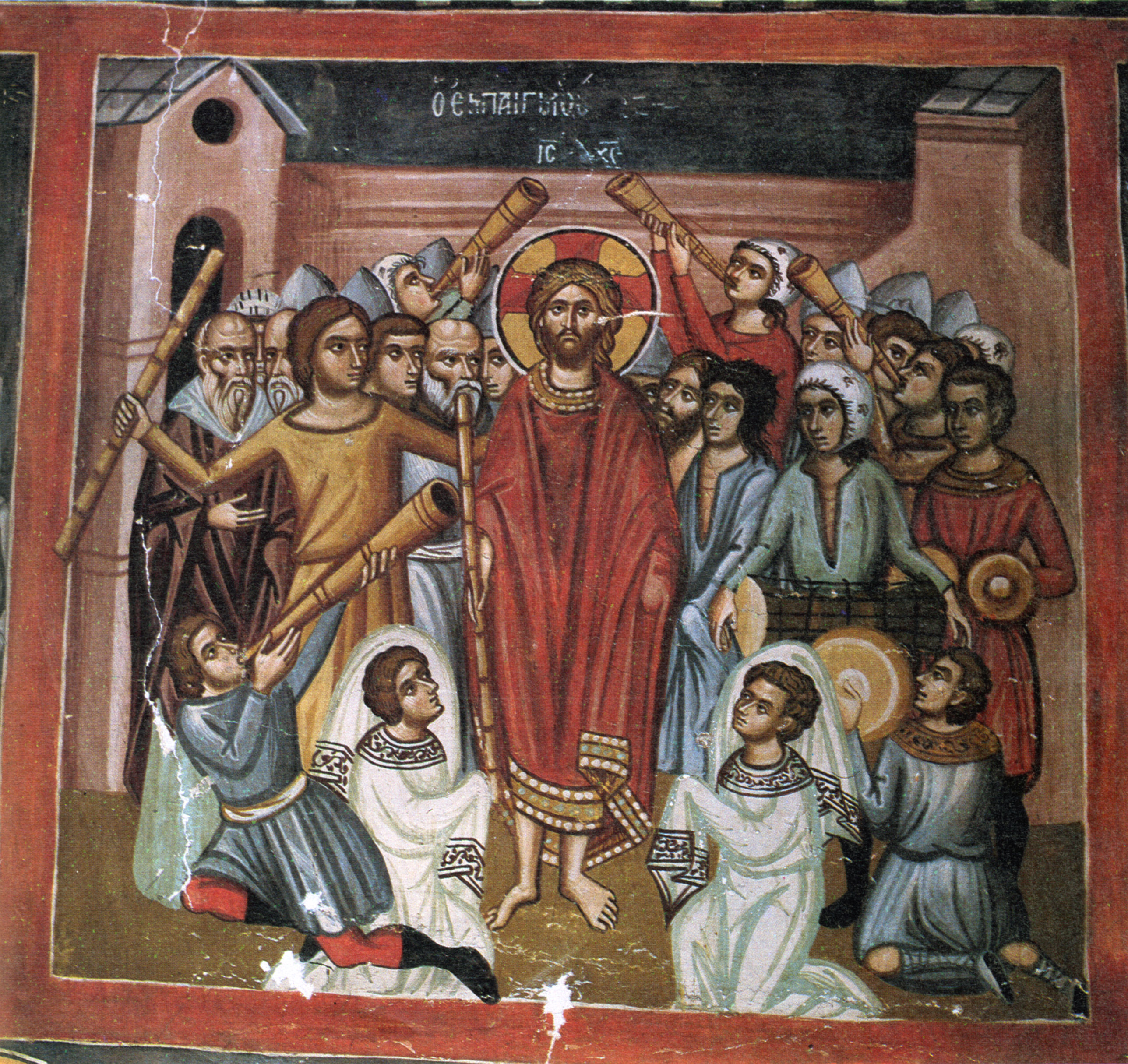
Représentation hagiographique de la dérision de Jésus.